# العلاقات البوتانية الرومانية
العلاقات البوتانية الرومانية هي العلاقات الثنائية التي تجمع بين بوتان ورومانيا.

## مقارنة بين البلدين
هذه مقارنة عامة ومرجعية للدولتين:
| وجه المقارنة                                              | بوتان          | رومانيا                                                                               |
| --------------------------------------------------------- | -------------- | ------------------------------------------------------------------------------------- |
| المساحة (كم2)                                             | 38.39 ألف      | 238.40 ألف                                                                            |
| عدد السكان (نسمة)                                         | 807.61 ألف     | 19.59 مليون                                                                           |
| الكثافة السكانية (ن./كم²)                                 | 21.04          | 82.17                                                                                 |
| العاصمة                                                   | تيمفو          | بوخارست                                                                               |
| اللغة الرسمية                                             | لغة دزونكا     | اللغة الرومانية                                                                       |
| العملة                                                    | نغولترم بوتاني | ليو روماني                                                                            |
| الناتج المحلي الإجمالي (بليون دولار)                      | 2.51 مليار     | 211.80 مليار                                                                          |
| الناتج المحلي الإجمالي (تعادل القوة الشرائية) بليون دولار | 6.49 مليار     | 465.56 مليار                                                                          |
| الناتج المحلي الإجمالي الاسمي للفرد دولار أمريكي          | 2.66 ألف       | 9.47 ألف                                                                              |
| الناتج المحلي الإجمالي للفرد دولار أمريكي                 | 7.82 ألف       | 23.63 ألف                                                                             |
| مؤشر التنمية البشرية                                      | 0.605          | 0.793                                                                                 |
| رمز المكالمات الدولي                                      | +975           | +40                                                                                   |
| رمز الإنترنت                                              | .bt            | .ro                                                                                   |
| المنطقة الزمنية                                           | ت ع م+06:00    | ت ع م+02:00، ت ع م+03:00، أوروبا/بوخارست ‏، توقيت شرق أوروبا، توقيت شرق أوروبا الصيفي ‏ |

## منظمات دولية مشتركة
يشترك البلدان في عضوية مجموعة من المنظمات الدولية، منها:
| علم المنظمة | اسم المنظمة                        | تاريخ انضمام بوتان | تاريخ انضمام رومانيا |
| ----------- | ---------------------------------- | ------------------ | -------------------- |
|             | مؤسسة التنمية الدولية              | 28 سبتمبر 1981     | 12 أبريل 2014        |
|             | مؤسسة التمويل الدولية              | 1 ديسمبر 2003      | 23 سبتمبر 1990       |
|             | منظمة حظر الأسلحة الكيميائية       | ?                  | ?                    |
|             | الأمم المتحدة                      | 21 سبتمبر 1971     | 14 ديسمبر 1955       |
|             | الاتحاد الدولي للاتصالات           | 15 سبتمبر 1988     | 9 فبراير 1866        |
|             | منظمة الشرطة الجنائية الدولية      | ?                  | ?                    |
|             | البنك الدولي للإنشاء والتعمير      | 28 سبتمبر 1981     | 15 ديسمبر 1972       |
|             | الاتحاد البريدي العالمي            | ?                  | ?                    |
|             | وكالة ضمان الاستثمار متعدد الأطراف | 21 أكتوبر 2014     | 10 سبتمبر 1992       |
|             | يونسكو                             | 13 أبريل 1982      | 27 يوليو 1956        |

## وصلات خارجية
- موقع وزارة الخارجية البوتانية
- موقع وزارة الخارجية الرومانية